# 傑氏粗鰭魚
傑氏粗鰭魚為輻鰭魚綱月魚目粗鰭魚科的其中一種，分布於全球三大洋海域，包括留尼旺、南非、紐西蘭、澳洲、巴西及阿根廷等海域，為深海魚類，棲息深度可達1000公尺，體長可達220公分，屬肉食性，以甲殼類、烏賊及小魚等為食。